# Dominic Marcus Singer
Dominic Marcus Singer (* 1993 in Krems an der Donau, Niederösterreich) ist ein österreichischer Schauspieler und Filmregisseur.

## Leben
Singer steht seit seinem 12. Lebensjahr auf der Bühne und hatte Engagements am Volkstheater Wien und am Festspielhaus St. Pölten. Er wirkte in den Filmen Der erste Tag (2008), So wie du bist (2012), Gehen am Strand (2013), Therapie für einen Vampir (2014) mit. In seinem ersten Kurzfilm, der Splatter-Komödie Hermann mit der Schneeschaufel (2014) war Singer Regisseur und Darsteller des Hauptcharakters Hermann. 2015 diplomierte Singer an der Schauspielschule Krauss in Wien.
Seine erste größere Rolle spielte er in dem österreichischen Spielfilm Einer von uns, Hier verkörpert er die Rolle des jugendlichen Michael Zehetbauer. Seitdem stand Singer wiederholt für deutschsprachige Fernsehserien und Spielfilme vor der Kamera.
Einem größeren Publikum wurde er 2022 bekannt als Antagonist in der zweiten Staffel der preisgekrönten Sky-Serie Der Pass. Kritiker lobten seine Darstellung.

## Filmografie (Auswahl)
- 2011: Dominik Singer Is Dead (Kurzfilm)
- 2014: Hermann mit der Schneeschaufel
- 2014: Therapie für einen Vampir
- 2015: Einer von uns
- 2017, 2022: SOKO Donau (Fernsehserie, 2 Episoden)
- 2017: SOKO Kitzbühel – Schöpfung (Fernsehserie)
- 2017: Universum History – Oberösterreich (Fernsehserie)
- 2017: Anna Fucking Molnar
- 2018: Cops
- 2018: L’Animale
- 2018: Angelo
- 2018: Die Professorin – Tatort Ölfeld (Fernsehfilm)
- 2019: Der Taucher
- 2019: Kaviar
- 2019: Der Boden unter den Füßen
- 2019: M – Eine Stadt sucht einen Mörder (Fernsehserie)
- 2019: Vampire Vienna
- 2020: Bergwelten: Rebellen der Berge – Wilderer
- 2020: Letzter Wille (Fernsehserie)
- 2021: Dirty Distancing
- 2022: Der Pass
- 2022: Vienna Blood – Der Tod und das Mädchen (Fernsehreihe)
- 2024: Hagen – Im Tal der Nibelungen
- 2024: Bach – Ein Weihnachtswunder (Fernsehfilm)
- 2025: Ohne jede Spur – Der Fall der Nathalie B. (Fernsehfilm)
- 2025: Totenfrau (Fernsehserie)

## Theater (Auswahl)
glashaus
- 2020: Corolumbo – Mit Abstand am Besten (Text)

- 2021: Odysseus – Kleine Leute müssen schweigen (Text)

Landestheater Niederösterreich
- 2019: Der Parasit, Regie: Fabian Alder

Theatersommer Haag
- 2018: Was ihr wollt, Regie: Alexander Pschill

Bronski und Grünberg Theater
- 2018–2019: Rigoletto, Regie: Alexander Pschill
- 2018–2019: Pension Schöller, Regie: Fabian Alder
- 2019: Reigen, Segment: Das Stubenmädchen und der junge Herr (Text und Regie)
- 2020–2022: Onkel Wanja – Die Sitcom, Regie: Dominic Oley

## Auszeichnungen
- Jupiter (Filmpreis) 2024 – Nominierung Bester Darsteller national für Hagen – Im Tal der Nibelungen
- Diagonale 2018 – Schauspielpreis für das gesamte Ensemble von L’Animale und Cops

Singers Regiedebüt, der Kurzfilm Hermann mit der Schneeschaufel (2014), bei welchem er auch das Drehbuch schrieb, wurde im Rahmen des FrightNights Filmfestivals in drei Kategorien nominiert, darunter in der Kategorie Bester Hauptdarsteller. Der Film erhielt den Großen Preis („Silberne Hand“) des Festivals und wurde ins reguläre Programm der Megaplex Hollywood Kinos übernommen.